# Склеп ужаса
«Склеп ужасов» (англ. The Vault of Horror, другое название — «Байки из склепа-2») — американский фильм ужасов с элементами комедии, по сути, сиквел фильма «Байки из склепа» 1972 года. Является одним из культовых фильмов-антологий компании «Amicus Productions», основанным на комиксах-страшилках 1940-х годов.
Примечательно, что истории из одноимённого комикса в ленту не попали, зато были экранизированы страшные рассказы из «Баек из склепа». Хранитель Склепа в фильме не присутствует.

## Сюжет
Фильм разделён на пять историй, объединённых общей нитью повествования. Лента начинается с того, что пять человек заходят в офисный лифт, который привозит их в загадочный подвал без выхода. Ожидая помощь, пленники коротают время рассказами о своих страшных снах.
Полуночный беспорядок (англ. Midnight Mess). Гарольд выслеживает свою сестру Донну, чтобы убить её ради наследства. Тёмный план осуществлён в странном посёлке. Позже парень выясняет, что городок населяют вампиры, Донна уже не мертва, а его яремная вена становится источником «блюда ночи».
Точная работа (англ. The Neat Job). Гритчит женится на Элеанор, несмотря на большую разницу в возрасте. Однако вскоре выясняется, что девушка не такая хорошая хозяйка, как он ожидал. Вечные жалобы Гритчита на беспорядок, устраиваемый Элеанор, выводят её из себя. И вот надоевший муж убит молотком, а впоследствии расчленён и разложен по баночкам…
Этот фокус тебя убьёт (англ. This Trick’ll Kill You). Себастьян — фокусник, приехавший в Индию, чтобы вместе с женой подыскать новые идеи для трюков. Его внимание привлекает девочка, выполняющая трюк с индийским канатом. Себастьян не может раскрыть секрет фокуса и приглашает девочку в свой гостиничный номер, где убивает её и крадёт канат. Затем он пытается повторить фокус с женой, но та исчезает, пытаясь взобраться по верёвке. Течёт кровь, а канат душит фокусника. Убитая им девочка в это время спокойно ходит по базару.
Смертельная сделка (англ. Bargain in Death). Майтланд оказывается погребён заживо в ходе аферы со страховками его друга Алекса. Алекс обманул Майтланда, оставив его задыхаться в гробу. Два медика-практиканта, наняв могильщика, хотят выкопать «труп», но из гроба выбегает ещё живой Майтланд и пытается отдышаться. Врачи в страхе выбегают на трассу и становятся причиной аварии автомобиля Алекса. Защищаясь, могильщик убивает Майтланда, и впоследствии извиняется перед докторами за «нанесённые голове повреждения».
Нарисован, четвертован (англ. Drawn and Quartered). Мур — художник, проживающий на Гаити. Внезапно он узнаёт, что его картина за большие деньги продана критиками, которым она «не понравилась». Мур отправляется к жрецу вуду. Теперь все его картины наделены магическими свойствами, и нарисованный объект может повредиться в случае уничтожения изображения. Художник рисует портреты трёх критиков и убеждается в силе магии. Но он забывает о своём автопортрете, который случайно оказывается в скипидаре по вине неуклюжего рабочего…
В финале пятеро пленников понимают значение своих снов. Лифт открывает свои двери и привозит джентльменов на кладбище. Мужчины по очереди растворяются в пространстве. Последний (Себастьян) объясняет, что все они — проклятые души, обречённые за грехи рассказывать истории о своей смерти.
По сути, фильм повторяет построение «Баек из склепа» и «Дома ужасов доктора Террора»

## В главных ролях
- Дэниел Мэсси — Гарольд
- Терри-Томас — Гритчит
- Курд Юргенс — Себастьян
- Майкл Крэйг — Майтланд
- Том Бейкер — Мур
- Анна Мэсси — Донна
- Глинис Джонс — Элеанор